# Ekşi Sözlük
Ekşi Sözlük（土耳其語發音：[ecˈʃi sœzˈlyc]，直译：「酸词典」，程式化为ekşi sözlük），是一个土耳其语用户生成内容超文本词典，基于网站内容由其用户贡献的概念建立。Ekşi Sözlük并不是严格意义上的词典，其用户没有责任在网站上填写正确信息。截至2013年，这一网站拥有超400,000名注册用户，是全土耳其最大的在线社区。作为在线公共领域，Ekşi Sözlük不但可以用于分享从科学科目到日常生活的信息，还可以用作虚拟社会政治社区，交流受争议政治内容和分享个人观点。

## 历史
1999年，塞达特·卡潘奥卢（Sedat Kapanoğlu）受《银河系漫游指南》的启发，创立了Ekşi Sözlük用于与朋友交流。Ekşi Sözlük是由Portishead歌曲“酸时间”所命名网站sourtimes.org的一部分，并因而得名。
Ekşi Sözlük的成功启发了许多基于相同概念建立的土耳其语网站，例如İTÜ Sözlük。土耳其社会学家泽伊内普·蒂费克奇称Ekşi Sözlük类似于“维基百科、社交媒体和Reddit的糅合”。
2023年2月21日，土耳其信息和通信技术管理局屏蔽了这一网站在土耳其的访问。2023年3月2日，安卡拉第四和平法院决定取消网站屏蔽，但被上级法院推翻。该网站直到2023年2月21日才解除屏蔽。

## 规则与结构
Ekşi Sözlük的收录期限和接受标准是可变的。Ekşi Sözlük不会持续接受新作者，只会在特定时间接受新作者。想要成为作者的新成员需要经过一个等待期，在此期间他们必须发表至少10篇条目。所有条目都会经过词典规则和质量检查，通过检查后，新用户就将成为作者。这个过程可能需要几个月到几年的时间。
Ekşi Sözlük中的用户类别包括新人、待批准新人、注册读者、执政员和哈西瓦特（Hacıvat），等等等等。由于对条目没有实际的限制，版主和举报者有责任发觉并删除不当条目。举报者通常是老一代作者，自愿向版主举报不良内容以供审核。版主如果发现条目不当就会将其删除。
网站禁止使用大写字母发帖。标题限50个字符长，条目无长度限制。网站统计每日更新。

## 手机版本
2017年，Ekşi Sözlük的官方应用在iOS和Android平台上发行。